# Maïzas
Le Maïzas (en russe : Майзас) est une rivière de Russie, qui coule dans l'oblast de Novossibirsk. C'est un affluent de la Tara en rive droite, donc un sous-affluent de l'Ob par la Tara puis par l'Irtych. 

## Géographie
Le Maïzas naît dans les marais de Vassiougan, immenses marécages situés au centre-sud de la plaine de Sibérie occidentale, dans la partie nord-ouest de l'Oblast de Novossibirsk, et ce à peine à 40 kilomètres au sud-ouest de la source du Vassiougan. 
Dès sa naissance, la rivière s'oriente vers l'ouest. Dans son cours moyen, elle 
change d'orientation, et prend la direction du sud-sud-ouest. Elle finit ainsi par se jeter dans la Tara en rive droite, au niveau de la petite localité de Stary Maïzas.
Le Maïzas ne reçoit aucun affluent important.
Sa longueur est de 150 kilomètres. Son bassin a une superficie de plus ou moins 1 500 km2.

## Hydrométrie - Les débits mensuels à Verkhni Maïzas
Le débit du Maïzas a été observé pendant 49 ans (de 1948 à 2000) à Verkhni Maïzas, localité située à quelque 26 kilomètres de sa confluence avec la Tara. 
À Verkhni Maïzas, le débit annuel moyen ou module observé sur cette période était de 4,03 m3/s pour une surface de drainage de 1 430 km2, soit plus de 95 % de la totalité du bassin versant de la rivière qui en compte 1 500. La lame d'eau d'écoulement annuel dans cette partie du bassin se montait de ce fait à 89 millimètres, ce qui peut être qualifié de médiocre, mais correspond aux valeurs observées sur les autres cours d'eau du bassin de la Tara.
Le débit moyen mensuel du Maïzas observé en mars (minimum d'étiage) est de 0,82 m3/s, soit moins de 5 % du débit moyen du mois de mai, maximum de l'année (17,5 m3/s), ce qui montre l'amplitude élevée des variations saisonnières. Les écarts de débit mensuel peuvent être plus importants encore d'après les années : sur la durée d'observation de 49 ans, le débit mensuel minimal a été de 0,38 m3/s en juillet 1952, tandis que le débit mensuel maximal s'élevait à 50,8 m3/s en mai 1985. 
En ce qui concerne la période estivale, libre de glaces (de mai à septembre inclus), le débit minimal observé a été de 0,38 m3/s en juillet 1952 (ce qui prouve que des étiages sévères peuvent se produire en toutes saisons).  